# Monégasque (gentilé)
Cet article concerne les habitants de Monaco. Pour la langue monégasque, voir Monégasque.
Les nationaux de la principauté de Monaco sont appelés Monégasques (ethnonyme). Ce gentilé est en rapport avec le toponyme dans la langue monégasque (voir plus bas).
La première particularité est que les sujets monégasques sont minoritaires à Monaco et dans les allocutions officielles, les formules, telles que « Monégasques et enfants du pays » ou « Monégasques et habitants de la Principauté », sont régulièrement employées.
Ce gentilé présente une double caractéristique :
- son radical n'est pas identique à celui du toponyme ;
- son suffixe est relativement inhabituel.

Le  toponyme Monaco est la forme en italien et non en monégasque. Le monégasque est une langue d'origine ligure. En effet, les habitants de Monaco (dès le XIe siècle selon Pierre Bec), comme les Grimaldi (mais plus tard), venaient principalement de Gênes et de sa région (parlers intéméliens). Le Rocher, enjeu stratégique comme port facile à défendre, était sans doute faiblement habité précédemment par d'autres peuples de langue romane, sans doute intermédiaires entre les parlers niçois et les parlers intéméliens. En langue monégasque, le toponyme est Mùnegu et le gentilé Munegàscu, Munegàschi, Munegàsca, Munegàsche (comme on voit le u monégasque correspond ici au o italien). Le terme Monégasque est donc directement issu de l'italien (forme écrite), d'où il provient du parler monégasque.
Quant à -asque c'est un suffixe rare servant notamment à la formation de gentilés. Les spécialistes des langues romanes ont prouvé qu'il s'agit d'un suffixe provenant du substrat ligure, c'est-à-dire un suffixe dû à un peuple de l'Antiquité, les Ligures (qui débordaient le territoire de la Ligurie actuelle). On trouve de tels gentilés mais en petit nombre de la Suisse à la Corse.
Au nord de la Principauté, se trouve la commune de La Turbie dont les habitants portent le nom de Turbiasques ;  ce sont les Turbiasques qui se montrèrent, paraît-il, les plus acharnés contre les « intrus » venus de la république de Gênes. Ce sont les mêmes Turbiasques qui ayant résisté aux Romains avec d'autres peuples alpins avaient provoqué l'érection du trophée des Alpes pour marquer la victoire définitive de Rome. De même, les habitants d'Èze, toujours dans les Alpes-Maritimes, sont les Ézasques et ceux de Tende, des Tendasques. De même, les habitants de Sanremo (en Italie) sont-ils aussi des Sanrémasques?
En ce qui concerne Bergame ou Côme en Lombardie (Italie), les termes bergamasque ou comasque sont bien attestés et depuis longtemps en français.
Le caractère nettement local du gentilé Monégasque est souligné par le fait qu'en italien, il y a homonymie parfaite pour Monaco entre deux villes différentes : 
1. Mònaco di Bavièra est appelé en français Munich et en allemand München : son gentilé est très régulièrement monachese, monachesi, monachese, monachesi (dictionnaires Signorelli).
2. Principàto di Mònaco : le gentilé est alors monegasco, monegaschi, monegasca, monegasche.

(Dans plusieurs langues ou dialectes (mais pas en français) le toponyme Monaco correspond au nom commun signifiant « moine » comme pour accréditer l'anecdote peut-être historique qui veut que François Grimaldi dit Malizia ait conquis la forteresse de Monaco en 1297 après s'y être introduit armé mais déguisé en moine - l'épisode correspond aux tenants du blason de Monaco qui sont deux moines brandissant une épée - et avoir lancé à ses dupes  : L’abito non fa il monaco ! c’est-à-dire « L’habit ne fait pas le moine ! ».)
Pour le domaine du provençal, (Monaco participe au domaine provençal, comme au domaine ligure) :
- le toponyme est Mónegue (il s'agit d'un proparoxyton, c'est-à-dire d'un mot accentué sur la troisième syllabe à partir de la fin et que seul le niçois (et une partie du vivaro-alpin) conservent des proparoxytons dans le domaine provençal, comme d'ailleurs tous les dialectes italiens voisins (intémélien) et surtout comme le latin chanté dans les églises).
- Dans la norme mistralienne du provençal adaptée au niçois, on écrit Móunegue. Le gentilé est Mounegasc, Mounegasca (pluriel Mounegasc, Mounegasca) pour le nom et mounegasc, mounegasca (pluriel mounegasc, mounegasqui) pour l'adjectif.
- Dans la norme classique occitane, adaptée au niçois, c'est Mónegue (le ó se lisant comme le français ou). Le gentilé est monegasc, monegasca (pluriel monegascs, monegascas) pour le nom et monegasc, monegasca (pluriel monegascs, monegasqui) pour l'adjectif.

En espagnol, on a Mónaco et monegasco, monegascos, monegasca, monegascas.
En anglais, les termes Monaco et Monegasque (sans accent) furent historiquement utilisés. Néanmoins, depuis les années 2000, le gentilé Monacan est de plus en plus utilisé, notamment par les Américains, les Canadiens, et les personnes que connaissant pas Monaco.
L'allemand dit Monaco mais a adapté le gentilé en Monegasse, Monegassen, Monegassin, Monegassinnen ; l'adjectif est monegassisch et le glottonyme est graphié Monegassisch.
Le Dictionnaire des appellations ethniques de la France d'André Rolland de Denus (1889) fournit les « appellations ethniques » suivantes :
1. Monacois qui est une forme attendue en français,
2. Monagaste qui repose sur une confusion (même finale que dans dynaste) et
3. Monégasque qui est la forme qui s'est imposée.

Pierre Desproges, dans son opus Les étrangers sont nuls sans doute, emploie avec humour le gentilé Monacotiens.